# Ptilinus pectinicornis
Ptilinus pectinicornis là một loài bọ cánh cứng thuộc chi Ptilinus trong họ Ptinidae.

## Hình ảnh

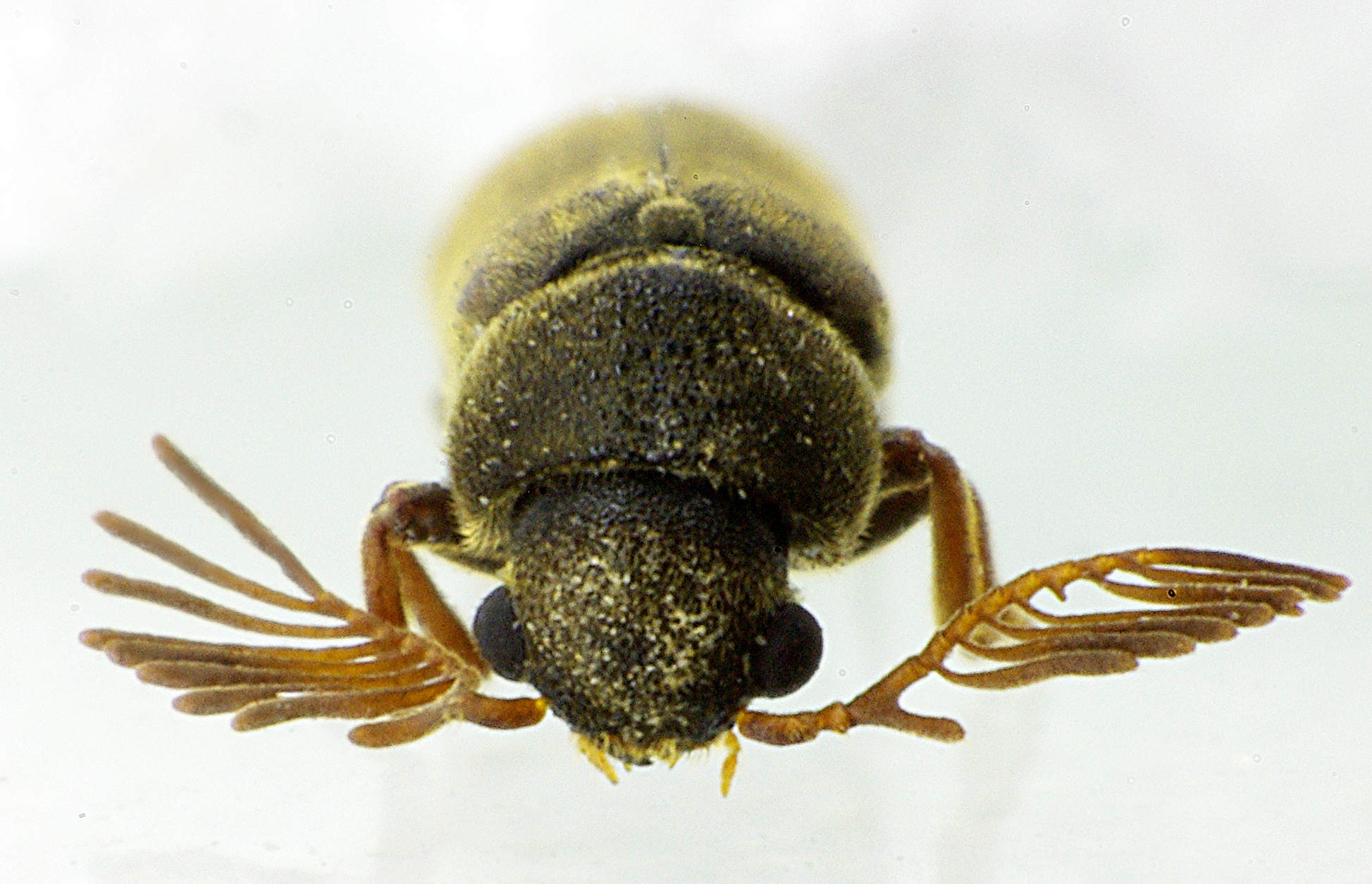
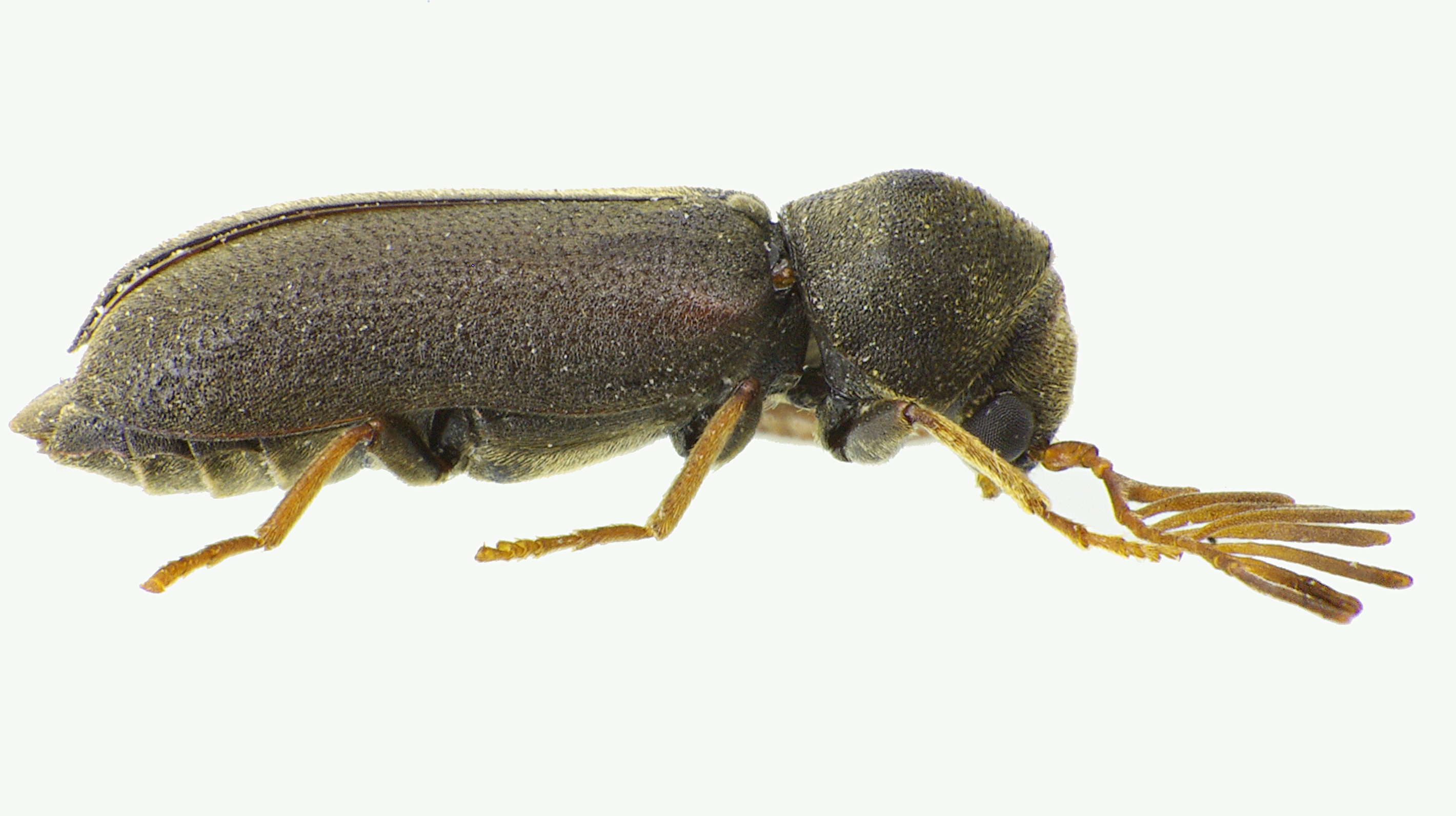
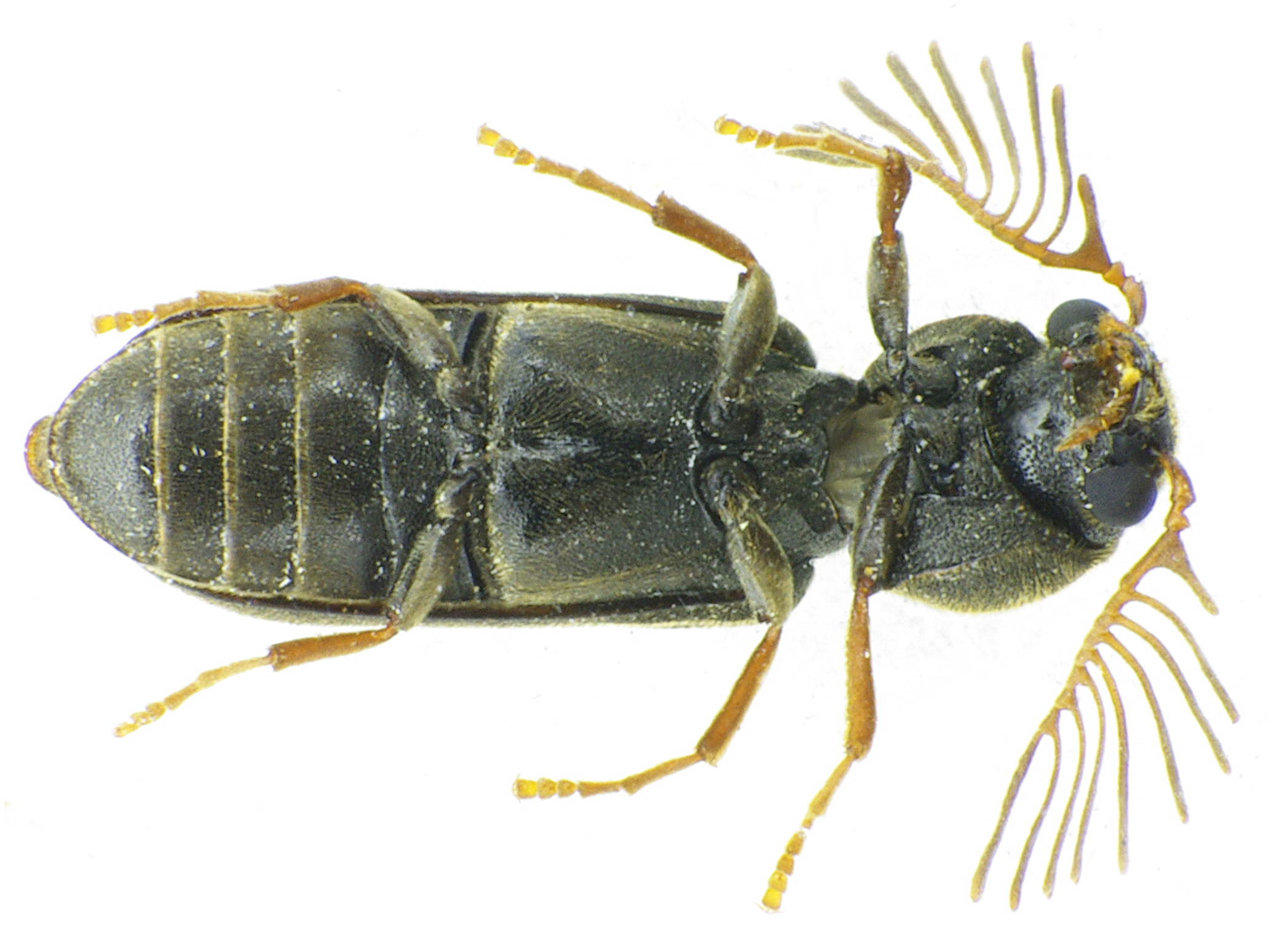
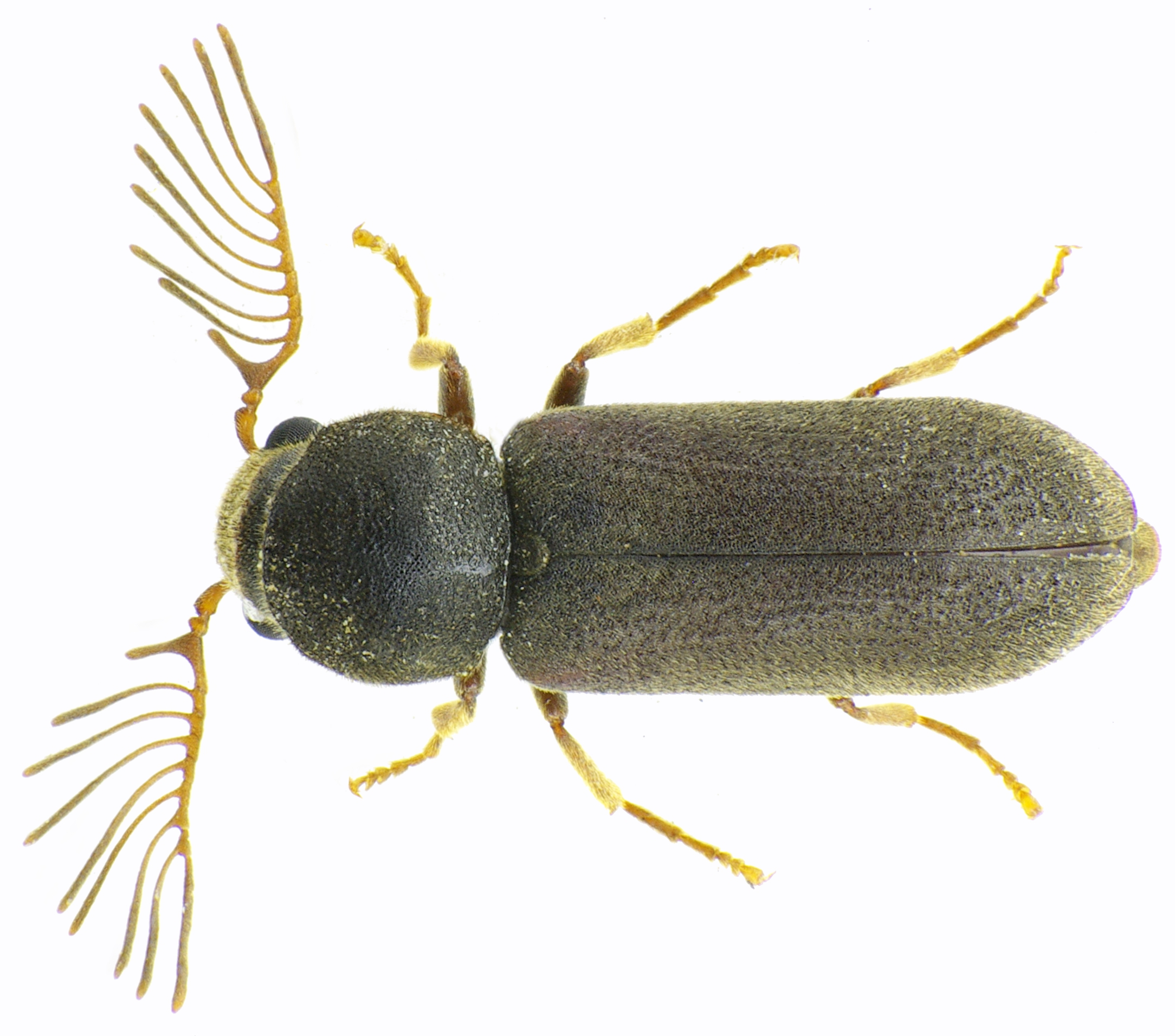
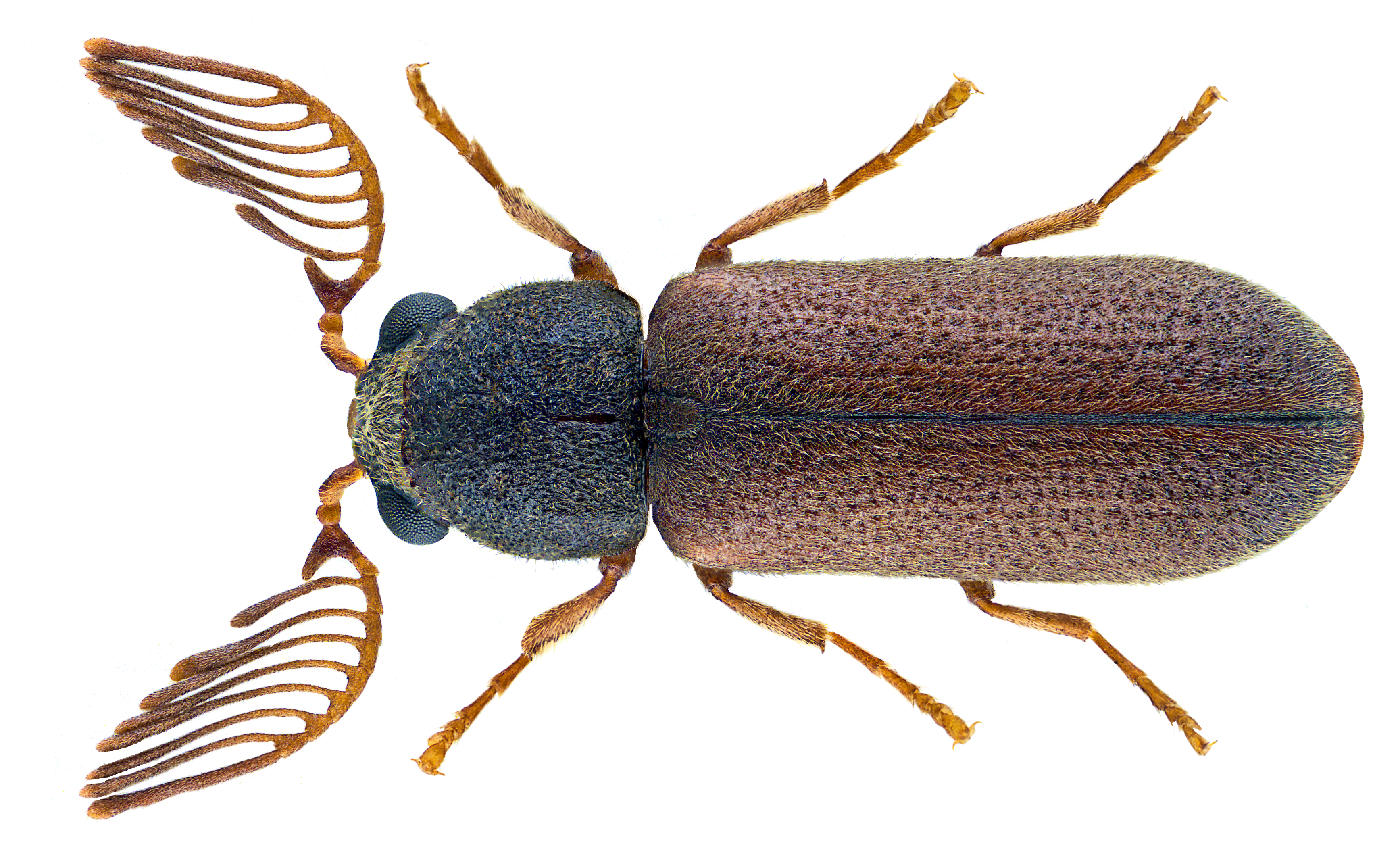